# Salinovec
Salinovec es una localidad de Croacia en la ciudad de Ivanec, condado de Varaždin.

## Geografía
Se encuentra a una altitud de 236 m s. n. m. a 75,7 km de la capital nacional, Zagreb.

## Demografía
En el censo 2011, el total de población de la localidad fue de 511 habitantes.
| Gráfica de población de Salinovec 1857-2011                         |
|                                                                     |
| Según los censos de población de la oficina estadística de Croacia. |